# Pano Lefkara
Pano Lefkara (grško Πάνω Λεύκαρα) je vas na otoku Ciper, znana po svojih čipkah, znani kot lefkaritika (λευκαρίτικα ) v grščini, ki je bila leta 2009 kot tradicionalna obrt vpisana na Reprezentativni seznam nesnovne kulturne dediščine Unesca  in ročnih izdelkih iz srebra. Vas je dobila ime po beli barvi kremena in apnenca: Lefkara izhaja iz kombinacije grških besed lefka (grško λευκά, prevod: bel) in ori (grško όρη, prevod: gore, hribi ). Japonsko združenje potovalnih agencij ga je uvrstilo med »30 najlepših mest v Evropi«.

## Lega
Vas leži na nadmorski višini 575 metrov na južnih pobočjih gorovja Troödos v okrožju Larnaca na Cipru, ob glavni avtocesti Nikozija-Limassol. Od Larnake je oddaljena 35 kilometrov, od Nikozije 50 kilometrov in od Limassola 55 kilometrov. Ima tlakovane apnenčaste ulice in slikovito arhitekturo.

## Srebro in čipke
Pogost pogled so skupine žensk, ki sedijo na ozkih vaških ulicah in se ukvarjajo s svojim finim vezenjem, tako kot že stoletja. Lefkarijke so izvezle lefkarsko vezenje za okras svojih domov. Izročilo pravi, da se je vezenje začelo v obdobju 1191-1517, ko so beneške plemkinje naučile vaške vezenja. Ženske v vasi so razvile vezenje z lokalnim značajem. Navdih za vezenine Leukarite je narava in okolje.
Vas je znana tudi po svojih izurjenih srebrnarjih, ki izdelujejo fine filigrane. Srebrnarjenje se je začelo v začetku 18. stoletja. Prebivalci vasi so izdelovali ovratnike, verižice, uhane, zapestnice, srebrne žlice, poročne prstane, križe, verižice, pa tudi cerkvene predmete, kot so kandelabri, ikone, heksapterigi, križi, evangeliji in tobačnice.
Folklorni muzej v mestu obiskovalcem pokaže, kakšno je bilo življenje na Cipru pred približno sto leti. Muzej je v obnovljeni hiši in razstavlja pohištvo in predmete premožne družine, lokalne noše in primerke lefkarske čipke. Po legendi je Leonardo da Vinci obiskal vas leta 1481 in kupil čipkasto tkanino za glavni oltar Duomo di Milano. Leta 1889 je bila odprta lokalna čipkarska šola in čipka Pano Lefkara je ponovno pridobila velik del svojega starodavnega slovesa.

## Zgodovina

### Antika do konca osmanskega obdobja
Arheološki ostanki iz neolitika, najdeni v vasi, dokazujejo, da je bilo območje okrog Pano Lefkare neprekinjeno poseljeno mnogo stoletij. Prvo zgodovinsko pričevanje o obstoju Pano Lefkare z današnjim imenom najdemo v oporoki svetega Neofita, rojenega leta 1134 v vasi Kato Drys blizu Pano Lefkare, ko je bil Ciper del Bizantinskega cesarstva. Hiša, ki jo sestavlja samo ena soba, kjer se je sveti Neofit srečal s svojo bodočo ženo noč, preden je pobegnila k menihu, še vedno stoji. Čeprav je bila okoli nje zgrajena novejša hiša, je zdaj prazna in je v lasti gospe Maritse Kallou. V frankovskem in beneškem obdobju (1191-1571) je Pano Lefkara postala fevd. V 16. stoletju je bilo največje mesto na Cipru. Od leta 1571 do 1878 so Ciper zasedli Turki. Iz tega obdobja je večina danes ohranjenih hiš v vasi. Gole kamnite fasade z malo odprtinami, razporeditev prostorov okoli notranjega dvorišča in ravne strehe iz nabite zemlje so tipični elementi arhitekture Pano Lefkare do konca 19. stoletja.

### Britansko obdobje in neodvisnost
Leta 1878 je Ciper prešel pod britansko upravo po Ciprski konvenciji in Berlinski pogodbi iz istega leta. V začetku 20. stoletja je komercializacija lokalnih vezenin, ki so jih prebivalci Pano Lefkare prodajali po vsej Evropi, povzročila velike spremembe. Iz tega obdobja so dvonadstropne hiše s trgovinami v pritličju, poševnimi strehami iz keramičnih ploščic in dolgimi balkoni, ki potekajo po vsej dolžini glavnih fasad, ometanih v barvnem ometu in okrašenih z neoklasicističnimi arhitekturnimi elementi.
Druga svetovna vojna je prekinila prodajo vezenin, ki si ni več opomogla. Zaradi pomanjkanja dela so se prebivalci množično izseljevali in v 1930-ih je polovica vasi Pano Lefkara ostala nenaseljena.
Zgodovinsko gledano je imelo mesto mešano prebivalstvo, sestavljeno iz večine ciprskih Grkov in manjšine ciprskih Turkov. Po popisu leta 1946 je bilo zabeleženih 2530 ciprskih Grkov in 473 ciprskih Turkov, kar je skupaj 3003. Številni prebivalci Pano Lefkare so se v 1950-ih preselili v tujino, tako da je do leta 1960 skupno število prebivalcev padlo na 2075, od tega 1714 ciprskih Grkov in 361 ciprskih Turkov. Približno 400 ciprskih Turkov je pobegnilo iz vasi in bili razseljeni v bližnji Kofinou med nasiljem med skupnostmi od decembra 1963 do januarja 1964. Po turški invaziji na Ciper leta 1974 so bili ponovno razseljeni na severni Ciper in ponovno naseljeni v vas Agios Teodoros (Çayırova). Ti razseljeni prebivalci se držijo kulture Pano Lefkare in hiša Pano Lefkara, kjer se učijo tkanja čipke deluje v Agios Theodoros.
Turizem se je začel razvijati v 1970-ih in je Pano Lefkaro rešil pred gospodarskim propadom. Ker je tradicionalna arhitektura še vedno nedotaknjena, so vezenine in umetni srebrni izdelki privabljali turiste.

## Težave
Izseljevanje prebivalstva Pano Lefkara v letih od 1930 do 1970 je povzročilo opustitev številnih bivališč v vasi. Razvoj turizma je malo vplival na tradicionalno arhitekturo. Uporaba novih materialov, izbranih zaradi udobja in mode, je malo spremenila fasade in notranjost tradicionalnih bivališč. Obstajajo številna stanovanja, ki so ostala nedotaknjena in so zdaj zaprta in nenaseljena. Večinoma ostaja tradicionalna arhitektura Pano Lefkare nedotaknjena.

## Varstvo in arhitekturna dediščina
Številne tradicionalne hiše sta popisala Oddelek za starine in Oddelek za stanovanja in urbanizem. Od leta 1978 je Oddelek za starine obnovil več stavb, zlasti rezidenco Patsalos, ki je bila spremenjena v lokalni muzej vezenin in tradicionalne srebrnine. Odlok o sanaciji, ki ga je izdalo Ministrstvo za stanovanja, je vključeval vse tradicionalne stavbe, ki čakajo na obnovo.
V Pano Lefkari je cerkev svetega Križa, ki je bila zgrajena v 14. stoletju.
Pano Lefkara ima mošejo, ki je bila zgrajena v 20. stoletju s pomočjo ciprskih Turkov, ki živijo v tujini in imajo svoje korenine v Pano Lefkari. Na njenem mestu je obstajala prejšnja osmanska mošeja, ki pa je bila uničena v 1890-ih. Pravokotna mošeja z minaretom, pritrjenim na severovzhodnem vogalu, odraža tradicionalno podeželsko arhitekturo Cipra.

## Pobratena mesta
Pano Lefkara je pobraten z::
- okrožje Islington (Anglija) od leta 1983.
- občina Philadelphia - Chalkidona (Grčija) od leta 1993. Pobratenje je bilo prvotno izvedeno z občino Nea Chalkidona. Po konsolidaciji občine Nea Chalkidona z občino Nea Philadelphia in ustanovitvi občine Philadelphia - Chalkidonos leta 2011 velja pobratenje s to občino.
- Občina Kozani (Grčija) od leta 1996. Pobratenje je bilo sprva izvedeno z Občino Kozani (program Kapodistrias). Po konsolidaciji Občine Kozani z drugimi občinami in ustanovitvi nove Občine Kozani leta 2011 velja pobratenje s to občino.
- Občina Rafina-Pikermio (Grčija) od leta 1997. Pobratenje je bilo sprva izvedeno z Občino Rafina (program Kapodistrias). Po priključitvi občine Rafina k občini Pikermio in ustanovitvi občine Rafina-Pikermio leta 2011 velja pobratenje s to občino.[11]
- Lusignan, Vienne, Francija, ki je povezana z rodbino Lusignan, nekdanjo vladajočo hišo Ciprskega kraljestva, od leta 1997
- občina Artaia (Grčija) od leta 1999. Pobratenje je bilo sprva izvedeno z občino Artaia (program Kapodistrias). Po konsolidaciji Občine Artaia z drugimi občinami in ustanovitvi nove Občine Artaia leta 2011 velja pobratenje s to občino. Maja 2017 je bilo pobratenje obeh občin posodobljeno.
- Občina Crispiano (Italija) od leta 2006.